# Бромид лантана(III)
Броми́д ланта́на(III) — бинарное неорганическое соединение, соль металла лантана и бромистоводородной кислоты с формулой LaBr3, бесцветные кристаллы, растворимые в воде, образует кристаллогидрат.

## Получение
- Действие бромистого водорода на оксид или сульфид лантана:

{\displaystyle {\mathsf {La_{2}O_{3}+6HBr\ {\xrightarrow {}}\ 2LaBr_{3}+3H_{2}O}}}
{\displaystyle {\mathsf {La_{2}S_{3}+6HBr\ {\xrightarrow {}}\ 2LaBr_{3}+3H_{2}S}}}

## Физические свойства
Бромид лантана(III) образует бесцветные кристаллы гексагональной сингонии, пространственная группа P 63/m, параметры ячейки a = 0,7951 нм, c = 0,4501 нм, Z = 2.
Хорошо растворяется в воде, этаноле, ацетоне.
Не растворяется в диэтиловом эфире.
Образует кристаллогидраты состава LaBr3·7H2O.

## Химические свойства
- Реагирует с щелочами:

{\displaystyle {\mathsf {LaBr_{3}+3NaOH\ {\xrightarrow {}}\ La(OH)_{3}+3NaBr}}}
- Вступает в обменные реакции:

{\displaystyle {\mathsf {LaBr_{3}+HF\ {\xrightarrow {}}\ LaF_{3}\downarrow +3HBr}}}
- Лантан вытесняется из бромида активными металлами:

{\displaystyle {\mathsf {2LaBr_{3}+3Ca\ {\xrightarrow {750-850^{o}C}}\ 2La+3CaBr_{2}}}}

## Применение
Монокристаллы бромида лантана, активированного трёхвалентным церием (LaBr3:Ce), используются в качестве быстрых сцинтилляторов с высоким световыходом.